# Fadenepilation
Die Fadenepilation ist eine Methode der temporären Epilation und damit der Haarentfernung. Bei ihr werden die Haare dadurch entfernt, dass ein Faden zwischen den Fingern beider Hände schnell gedreht und gleichzeitig über den Körper geführt wird, sodass sich die Härchen zwischen dem Faden verfangen und entfernt werden.

## Begriffe
Die Fadenepilation wird in Deutschland auch als Fadentechnik bezeichnet. Der Begriff der Fadenepilation ist bisher wenig geläufig. Die Fadenepilation wird z. T. auch als Band Andazi bezeichnet. In der Englischen Sprache wird die Methode als Threading bezeichnet.

## Herkunft
Die Fadenepilation – wie auch Halawa – stammt aus dem Orient. Sie wird vor allem in Ländern wie Ägypten, Afghanistan, Indien, Iran, Türkei, Irak und anderen Ländern des Orients praktiziert. Da bei der Bevölkerung des Nahen Ostens und Nordafrikas die Körperbehaarung häufig dichter und kräftiger (siehe auch idiopathischer Hirsutismus) ist als bei nördlichen und ostasiatischen Völkern, konnten sich andere Methoden der Körperenthaarung wie das Auszupfen mit Pinzetten nicht auf Dauer durchsetzen.
Die Fadenepilation war lange Zeit in Europa nicht bekannt. Seit ca. 2010 verbreitet sich diese Methode zunächst in angelsächsischen Ländern und auch in Deutschland. Da die Anwendung der Fadentechnik nicht statistisch registriert wird, gibt es keine verlässlichen Daten über die Ausbreitung der Methode. Jedoch kann die zunehmende Ausbreitung von Brow Bars ein Indikator für die Ausbreitung der Fadentechnik sein. Eine These für die zunehmende Verbreitung der Fadenepilation in Europa ist die in den letzten Jahren zunehmende Immigration von Menschen aus vielen Ländern des Orients nach Europa. Die Immigranten bereichern in diesem Sinne die europäische Kultur durch ihre traditionellen Techniken, die sie in ihren Heimatländern erlernt haben.

## Anwendung
Grundsätzlich ist die Fadenepilation für alle Körperregionen geeignet. Da die Anwendung bei größeren Hautflächen wie z. B. dem Bein jedoch sehr aufwendig ist, wird sie in der Regel nur im Gesicht angewandt.
Die Fadenepilation wird vor allem durch Brow Bars, aber auch durch Frisöre oder Kosmetikstudios ausgeführt.

## Vorteile der Fadenepilation
Als Vorteile der Fadenepilation werden vor allem folgende Aspekte genannt:
- Die Fadenepilation lässt sich aufgrund einer geringeren Anzahl von Zugbewegungen deutlich schneller durchführen als die Entfernung der Haare mit einer Pinzette.
- Die Entfernung von Haaren durch die Fadenepilation ist weniger schmerzhaft als andere Epilationsverfahren.[1]
- Durch den wiederholten Einsatz der Fadenepilation werden die Haare mit der Zeit immer feiner und der Haarwuchs zunehmend schwächer.[1]
- Die Fadenepilation fördert die Durchblutung der Gesichtshaut.
- Im Gegensatz zu einer Haarentfernung mit warmem Wachs oder Zuckerpaste besteht keine Verbrennungsgefahr.[1]
- Im Gegensatz zu einer Pinzette können kleinste Härchen und Vellushaare (Flaum) durch den Faden erfasst werden, so dass im Ergebnis das Gesichtsbild wesentlich klarer ist.
- Da lediglich ein Faden eingesetzt wird, kann es nicht zu allergiebedingten Hautirritationen (Kontaktallergien) kommen.

## Nachteile der Fadenepilation
In Bezug auf die Fadenepilation werden folgende Nachteile genannt:
- Die Fadenepilation, wie auch andere Formen der Epilation, z. B. mit Pinzette oder Kaltwachsstreifen, muss ungefähr alle 4 bis 6 Wochen wiederholt werden.[2]
- Es kann bei der Fadenepilation, wie bei jeder Epilation, zu einer Entzündung der Haarfollikel kommen.[2]
- Die Anwendung der Fadenepilation erfordert sehr viel Erfahrung. Wenn Gesichtshaare entfernt werden sollen, bedarf es auch großer Übung, die eigenen Gesichtshaare zu entfernen.